# Il prigionier superbo
Il prigionier superbo (dt.: Der hochmütige Gefangene) ist eine Opera seria (Originalbezeichnung: „dramma per musica“) in drei Akten von Giovanni Battista Pergolesi. Das Gennaro Antonio Federico zugeschriebene Libretto basiert auf Francesco Silvanis La fede tradita e vendicata. Die Uraufführung erfolgte am 5. September 1733 im Teatro San Bartolomeo in Neapel.

## Handlung
Vorgeschichte. Der norwegische König Clearco wird von seinen eigenen Vasallen aus dem Land vertrieben. Neuer König wird Sostrate. Clearco sucht mit seiner Tochter Ericlea Zuflucht beim gotischen König Metalce. Dieser verbündet sich mit dem dänischen Prinzen Viridate und anderen nordischen Fürsten und zieht gegen Sostrate ins Feld, um Clearco wieder einzusetzen. In einer der folgenden Schlachten tötet Metalce Sostrates Sohn Oronte. Die Verbündeten bieten Sostrate an, bis an sein Lebensende als König über Norwegen zu herrschen, sofern er Ericlea, deren Vater inzwischen verstorben ist, als Nachfolgerin einsetzt – doch Sostrate weist das Angebot aus Trauer über den Tod seines Sohnes zurück. Schließlich wird Sostrate besiegt und mit seiner Tochter Rosmene gefangen genommen. Metalce verspricht Ericlea die Ehe, um gemeinsam mit ihr Norwegen zu regieren.
Erster Akt. Metalce verspricht Viridate die Hand Rosmenes, die dieser seit langem liebt. Doch da Viridate sich als Feind ihres Vaters erwiesen hat, lehnt Rosmene eine Verbindung mit ihm ab. Auch Metalce selbst verliebt sich in sie und macht ihr den Hof. Die verschmähte Ericlea schwört Rache. Sie verbündet sich zu diesem Zweck mit ihrem früheren Geliebten Micisda. Rosmene weist Metalce zurück, obwohl dieser droht, ihren Vater Sostrate zu töten. Sostrate fordert seine Tochter auf, dem Tyrannen nicht nachzugeben.
Zweiter Akt. Ericlea bekräftigt ihr Rachebündnis mit Micisda und enthüllt Viridate die Absichten Metalces. Metalce und Viridate streiten um Rosmene. Metalce verspricht Sostrate die Krone, falls er ihm die Hand seiner Tochter gibt – doch der stolze Sostrate geht nicht darauf ein. Schließlich lässt Metalces ihn zusammen mit Viridate, der sich auf die Seite Sostrates gestellt hatte, in den Kerker werfen. Dort versöhnt sich Sostrate mit Viridate und verspricht ihm die Hand seiner Tochter. Rosmene und Viridate gestehen sich ihre Liebe. Rosmene fleht Metalce um Gnade für ihren Geliebten und ihren Vater an. Metalce ist bereit, einen der beiden zu verschonen – doch Rosmene muss wählen. Verzweifelt entscheidet sie sich für den Tod Viridates, um ihren Vater zu retten.
Dritter Akt. Ericlea benachrichtigt Viridate und Sostrate davon, dass Metalce seine Hochzeit mit Rosmene vorbereitet. Micisda zeigt ihnen zudem das von Rosmene verfasste Todesurteil Viridates. Daraufhin sagen sich sowohl ihr Vater wie auch ihr Geliebter von Rosmene los. Ericlea und Micisda beginnen ihre militärische Revolte gegen Metalce. Nach einem vorübergehenden Rückschlag siegen die Aufständischen. Ericlea versichert den Anwesenden die Unschuld Rosmenes, die daraufhin wieder mit Viridate zusammenkommt. Sostrate erhält den norwegischen Thron zurück, den nach seinem Tod Ericlea erben wird. Ericlea vergibt dem gedemütigten Metalce und wird mit ihm gemeinsam über die Goten herrschen.

### Erster Akt
Großer für die Siegesfeier Metalces prächtig geschmückter Platz
Szene 1. Nach dem feierlichen Einzug der gotischen und norwegischen Soldaten sowie tanzender und musizierender Mohren wird der norwegische König Sostrate in Ketten vorgeführt. Mohren ziehen eine prächtige Kutsche herein, auf der sich der siegreiche gotische König Metalce, seine Verlobte Ericlea und seine Verbündeten – der dänische Prinz Viridate und der böhmische Prinz Micisda – befinden (Chor: „Splenda il sol di luce adorno“). Metalce verspricht Ericlea die Ehe und erklärt sie zur Königin Norwegens. Metalce sagt Viridate die Hand Rosmenes zu. Sostrate empört sich darüber, wie Metalce über seine Tochter verfügt. Er betrachtet sich keineswegs als besiegt und beschimpft Metalce als feigen Usurpator (Arie Sostrate: „Premi o tiranno altero“).
Szene 2. Metalce bittet Micisda, Rosmene zu einer Unterredung in sein Zimmer zu bringen. Der macht sich auf den Weg, wird aber aufgrund seiner eigenen Liebe zu Ericlea von Eifersucht auf Metalce geplagt.
Szene 3. Obwohl Metalce alle seine Ziele erreicht habt, fühlt er sich ruhelos und unbefriedigt (Arie Metalce: „Che fiero martire“).
Königliche Zimmer
Szene 4. Rosmene sorgt sich um ihren Vater (Arie Rosmene: „Fra tanti affanni miei“). Als Viridate ihr seine Liebe versichert, wirft sie ihm Verrat vor. Viridate rechtfertigt sich damit, dass er sich gegen ihren Vater wenden musste, um Metalces Herrschaft zu sichern. Doch habe er dabei steht ihr Bild im Herzen getragen. Da Rosmene seine Erklärung nicht besonders überzeugend findet, wirft sie ihn hinaus. Viridate entgegnet, sie solle nicht von ihm verlangen zu gehen, sondern zu sterben. Er sei bereit, die Strafe für sein Vergehen hinzunehmen, aber anschließend solle sie daran denken, wie sehr er sie liebe (Arie Viridate: „Parto. Non ti sdegnar“). Er geht.
Szene 5. Während Rosmene sich wieder an ihre frühere Beziehung mit Viridate erinnert, betritt zu ihrem Unwillen Metalce das Zimmer.
Szene 6. Metalce verliebt sich spontan in Rosmene und macht ihr den Hof. Ericlea, die ihn beobachtet hat, tritt empört dazwischen. Rosmene dagegen fühlt nur Hass und Verachtung für den Feind ihres Vaters und dessen Gemahlin (Arie Rosmene: „M’intendeste? non pavento“).
Szene 7. Metalce versichert Ericlea, dass er lediglich für Viridate mit Rosmene gesprochen habe.
Szene 8. Ericlea glaubt Metalces Worten nicht, sondern fühlt sich von ihm verhöhnt. Als nun Micisda (ihr früherer Geliebter) auftaucht, um sich zu verabschieden, ergreift sie die Gelegenheit, ihn für ihre Rache an Metalce zu gewinnen. Micisda schöpft Hoffnung, wieder mit ihr vereint zu werden (Arie Micisda: „Un’aura di speranza“).
Szene 9. Ericlea bittet die Götter um Beistand bei ihrer Rache (Arie Ericlea: „Giusti numi che scorgete“).
Szene 10. Erneut wirbt Metalce um Rosmene. Um sie für sich zu gewinnen, teilt er ihr mit, dass er ihrem Vater die Fesseln lösen lassen hat. Doch Rosmene bleibt bei ihrer Ablehnung. Daraufhin droht er, Sostrate unverzüglich hinrichten zu lassen. Rosmene fleht um Gnade für ihren Vater.
Szene 11. Sostrate kommt hinzu und findet Rosmene in unterwürfiger Haltung bei Metalce. Er fordert sie auf, sich nicht vor dem Tyrannen zu erniedrigen. Er lehnt jegliche Freundschafts- und Friedensangebote Metalces kategorisch ab (Arie Sostrate: „Salda quercia allor che incalza“).

### Zweiter Akt
Palast mit Statuen
Szene 1. Ericlea verspricht Micisda ihr Herz, ihre Hand und das Reich, falls er ihr bei ihrer Rache hilft. Micisda ist begeistert (Arie Micisda: „Se il tuo bel labro chiede vendetta“).
Szene 2. Metalce teilt Viridate mit, dass er nie Rosmenes Herz gewinnen könne, da sie ihn für den Sturz ihres Vaters verantwortlich mache. Viridate solle Abstand gewinnen und sich zu seinem Vater nach Dänemark begeben. Ericlea, die das Gespräch in einiger Entfernung mitangehört hat, erkennt sofort Metalces Hintergedanken: Er will seinen Rivalen aus dem Weg räumen. Sie mischt sich in das Gespräch ein, so dass nun auch Viridate über Metalces Absichten auf Rosmene Bescheid weiß. Als Metalce sich auf seine königliche Macht beruft, warnt ihn Ericlea, dass er seine Entscheidung bereuen werde (Arie Ericlea: „Serba per altri rai“).
Szene 3. Viridate stellt Metalce zur Rede. Es kommt zum Streit zwischen den beiden. Rosmene fordert sie auf, Ruhe zu geben, da sie alle beide als Feinde ihres Vaters verabscheue.
Szene 4. Vitalce erklärt, niemals auf Rosmene verzichten zu wollen. Seine Tapferkeit werde Metalces Hochmut bezwingen (Arie Viridate: „Del mio valore al lampo“).
Szene 5. Metalce lässt Sostrate von den Wachen hereinführen. Andere Wachen bringen einen Tisch und ein Tablett mit der norwegischen Krone. Metalce bietet Sostrate an, ihn wieder auf den norwegischen Thron einzusetzen, falls er ihn mit seiner Tochter vermähle – doch im Falle einer Ablehnung werde er hingerichtet. Sostrate lässt Rosmene holen, um ihr seine Entscheidung persönlich mitzuteilen.
Szene 6. Rosmene erscheint – gefolgt von Viridate, der sie nicht mehr aus den Augen lässt. Sostrate lässt sie schwören, seinen Wünschen Folge zu leisten. Dann erzählt er ihr von Metalces Ehewunsch und verbietet ihr, darauf einzugehen. Zur Bekräftigung wirft er die Krone zu Boden und zertritt sie. Metalce gerät in Wut und verlangt Sostrates sofortigen Tod. Viridate zieht sein Schwert, um ihn zu verteidigen. Metalce lässt beide in Ketten legen, um sie qualvoll hinrichten zu lassen (Arie Metalce: „Trucidati a queste piante“).
Szene 7. Sostrate versöhnt sich mit seinem vormaligen Gegner Viridate und verspricht ihm die Hand Rosmenes. In Erwartung seines baldigen Todes fordert er seine Tochter auf, ihn zu rächen (Arie Sostrate: „Vado a morte, a te la figlia“). Rosmene und Viridate erklären sich ihre Liebe und verabschieden sich voneinander. Die beiden Männer werden abgeführt und lassen Rosmene weinend zurück.
Szene 8. Rosmene fleht Metalce an, Gnade für ihren Vater und ihren Geliebten walten zu lassen. Metalce ist bereit, einen der beiden zu verschonen, doch Rosmene muss die Wahl treffen und den Namen des Hinzurichtenden aufschreiben. Zu seiner Freude entscheidet sie sich dafür, ihren Vater zu retten und schreibt „Viridate mora“ – „Viridate soll sterben“. Metalce entfernt sich mit dem Dokument.
Szene 9. Rosmene ist verzweifelt zurückgeblieben. Sie hat ihren Geliebten zum Tode verurteilt (Arie Rosmene: „Chi mi sgrida, chi mi dice“).

### Dritter Akt
Grausiger Kerker
Szene 1. Der im Kerker angekettete Viridate beklagt sein Schicksal (Arie Viridate: „Ombre meste, oscuri orrori“). Ericlea teilt ihm mit, dass die Vorbereitungen für Metalces Hochzeit mit Rosmene bereits begonnen haben.
Szene 2. Sostrate kommt hinzu und erfährt ebenfalls von der bevorstehenden Zeremonie. Ericlea versichert, dass ihre Verbündeten den Zugang zum Tempel abriegeln werden.
Szene 3. Viridate und Sostrate sind entsetzt über Rosmenes Verrat. Im Auftrag Metalces zeigt Micisda den beiden das von Rosmene beschriebene Todesurteil für Viridate. Micisda versichert ihm, dass Rosmene nur so das Leben ihres Vaters retten konnte. Er stehe auf ihrer Seite, und seine Norweger und die Anhänger Ericleas seien bereit zur Revolte gegen Metalce (Arie Micisda: „Dopo il periglio“).
Szene 4. Als Rosmene versucht, sich vor Viridate und Sostrate zu rechtfertigen, beschimpfen die beiden sie als Verräterin (Terzett Viridate/Sostrate/Rosmene: „Padre… – Non vo’ ascoltarti“).
Illuminierter Tempel mit einer Statue und einem Altar in der Mitte, über dem die Hochzeitsflamme brennt, die dann verlischt und den Tempel verdunkelt
Szene 5. Um Metalce in Sicherheit zu wiegen, behauptet Ericlea, dass Viridate nach Dänemark zurückkehren werde und Sostrate ihm seine Tochter zur Frau geben wolle, wenn er wieder in Norwegen herrschen könne. Auch sie selbst sei damit einverstanden. Metalce akzeptiert und schickt sie los, um die Gefangenen aus dem Kerker zu holen. Ericlea triumphiert über ihr gelungenes Täuschungsmanöver (Arie Ericlea: „Vedi, ingrato, e pensa oh Dio“).
Szene 6. Metalce teilt Rosmene mit, dass Viridate nicht sterben, sondern in seine Heimat abreisen werde, da er nicht mehr an ihr interessiert sei. Er fordert sie auf, nun in die Heirat einzuwilligen – doch Rosmene denkt nicht daran. Sie wünscht nur seinen Tod (Duett Metalce/Rosmene: „Volgi a me le vaghe ciglia“).
Szene 7. Micisda berichtet von der begonnenen Revolte. Da Metalce nichts von Micisdas eigener Beteiligung weiß, beauftragt er ihn, die Verteidigung anzuführen. Micisda dankt und eilt, ihn zu verraten. Metalce wird von bösen Vorahnungen geplagt (Arie Metalce: „Trema il cor, s’oscura il ciglio“).
Szene 8. Rosmene fühlt sich von Viridate im Stich gelassen (Arie Rosmene: „Perché non m’uccidi“).
Gotische Bogengänge im Palast Metalces; auf einer Seite ein Teil der Stadt
Szene 9. Die Schlacht ist in vollem Gange. Trompeten und Trommeln erschallen. Norwegische Soldaten werden von Goten in die Enge getrieben. Micisda und Ericlea fürchten bereits, die Schlacht zu verlieren. Doch dann erscheinen Sostrate und Viridate mit weiteren Truppen, und auch Micisda kann seine Leute wieder um sich sammeln. Die Norweger siegen. Sostrate selbst überwältigt Metalce. Er triumphiert (Arie Sostrate: „Pur cadesti alfin dal soglio“).
Szene 10. Ericlea klärt Sostrate und Viridate über Rosmenes Unschuld auf: sie hatte lediglich unter Zwang gehandelt. Rosmene wird vergeben und kann Viridate heiraten. Sostrate erhält den norwegischen Thron zurück. Metalce gibt zerknirscht seine Vergehen zu und findet zurück zu Ericlea, die ihm zögernd vergibt. Gemeinsam wollen sie über die Goten herrschen, bis Ericlea einst den norwegischen Thron von Sostrate erbt. Nur Micisda geht leer aus. Alle freuen sich über den glücklichen Ausgang (Tutti: „Con eco giuliva“).

## Gestaltung
Das noch in Pergolisis erster Opera seria La Salustia zu bemerkende konservative Erbe ist in dieser Oper dem Sinn der Vereinfachung gewichen. Anstelle von Pathos herrscht Sentimentalität vor, die sich besonders im Charakter der Rosmene bemerkbar macht.
Die Begleitfiguren wirken schematisch. In der von „trombe da caccia“ begleiteten heroischen Arie des Sostrate am Ende des ersten Akts („Salda quercia allor che incalza“) tauchen zum ersten Mal Alberti-Bässe auf. Erwähnenswert ist außerdem Metalces dramatische Arie „Trema il cor“ im dritten Akt, in der er nach einem effektvollen Accompagnato-Rezitativ der gedämpften Violinen und „trombe da caccia“, seine bösen Vorahnungen ausdrückt.

### Musiknummern
Die Oper enthält neben den obligatorischen Tutti am Anfang und Ende sowie zwanzig Solonummern lediglich ein Duett („Volgi a me le vaghe ciglia“ für die beiden Alt-Stimmen von Metalce und Rosmene) und ein Terzett („Padre… – Non vo’ ascoltarti“):
Erster Akt
- Chor: „Splenda il sol di luce adorno“ (Szene 1)
- Arie Sostrate: „Premi o tiranno altero“ (Szene 1)
- Arie Metalce: „Che fiero martire“ (Szene 3)
- Arie Rosmene: „Fra tanti affanni miei“ (Szene 4)
- Arie Viridate: „Parto. Non ti sdegnar“ (Szene 4)
- Arie Rosmene: „M’intendeste? non pavento“ (Szene 6)
- Arie Micisda: „Un’aura di speranza“ (Szene 8)
- Arie Ericlea: „Giusti numi che scorgete“ (Szene 9)
- Arie Sostrate: „Salda quercia allor che incalza“ (Szene 11)

Zweiter Akt
- Arie Micisda: „Se il tuo bel labro“ (Szene 1)
- Arie Ericlea: „Serba per altri rai“ (Szene 2)
- Arie Viridate: „Del mio valore al lampo“ (Szene 4)
- Arie Metalce: „Trucidati a queste piante“ (Szene 6)
- Arie Sostrate: „Vado a morte, a te la figlia“ (Szene 7)
- Arie Rosmene: „Chi mi sgrida, chi mi dice“ (Szene 9)

Dritter Akt
- Arie Viridate: „Ombre meste, oscuri orrori“ (Szene 1)
- Arie Micisda: „Dopo il periglio“ (Szene 3)
- Terzett Viridate/Sostrate/Rosmene: „Padre… – Non vo’ ascoltarti“ (Szene 4)
- Arie Ericlea: „Vedi, ingrato, e pensa oh Dio“ (Szene 5)
- Duett Metalce/Rosmene: „Volgi a me le vaghe ciglia“ (Szene 6)
- Arie Metalce: „Trema il cor, s’oscura il ciglio“ (Szene 7)
- Arie Rosmene: „Perché non m’uccidi“ (Szene 8)
- Arie Sostrate: „Pur cadesti alfin dal soglio“ (Szene 9)
- Tutti: „Con eco giuliva“ (Szene 10)

## Werkgeschichte
Il prigionier superbo ist nach La Salustia Pergolesis zweite Opera seria. Nachdem aufgrund eines Erdbebens, das Neapel am 29. November 1732 getroffen hatte, die Karnevalsaison 1733 abgesagt worden war, wurde Pergolesi anlässlich des Geburtstags der Kaiserin Elisabeth Christine am 28. August 1733 mit der Komposition beauftragt. Die Uraufführung fand jedoch aus unbekannten Gründen erst einige Tage später statt.
Das Libretto wird üblicherweise Gennaro Antonio Federico zugeschrieben, der auch die Libretti für mehrere andere Bühnenwerke Pergolesis schrieb. Es basiert auf Francesco Silvanis La fede tradita e vendicata, das erstmals 1704 in einer Vertonung von Francesco Gasparini am Teatro San Cassiano in Venedig aufgeführt worden war. Weitere Opern auf diesen Text stammen von Giuseppe Maria Orlandini (La fede tradita e vendicata, 1709), Antonio Vivaldi (La fede tradita e vendicata, 1726), Leonardo Vinci (L’Ernelinda, 1726), Antonio Bioni (La fede tradita e vendicata, 1729), Baldassare Galuppi (Ricimero, 1744), Gian Francesco de Majo (Rodoaldo, re di Norvegia, 1760) und Giacomo Siri (Ricimero, 1789). Das Libretto unterscheidet sich deutlich von anderen Libretti über die historische Figur Ricimer. Der von Pergolesi vertonte Text hält sich, abgesehen von den geänderten Rollennamen, eng an die Vorlage Silvanis.
| Silvani/Gasparini | Pergolesi | Rolle                       |
| ----------------- | --------- | --------------------------- |
| Ricimero          | Metalce   | König der Goten             |
| Rodoaldo          | Sostrate  | König von Norwegen          |
| Ernelinda         | Rosmene   | Tochter Rodoaldos/Sostrates |
| Edvige            | Ericlea   | Tochter Grimoaldos/Clearcos |
| Vitige            | Viridate  | Prinz von Dänemark          |
| Edelberto         | Micisda   | Prinz von Böhmen            |

Bei der Uraufführung am 5. September 1733 im Teatro San Bartolomeo in Neapel sangen Giovanni Battista Pinacci (Sostrate), Anna Bagnolesi Pinacci (Rosmene), Lucia Grimani (Metalce), Rosa Mancini (Ericlea), Castore Antonio Castori (Viridate), Anna Mazzoni (Micisda). Demnach wurde lediglich die Rolle des Viridate von einem Kastraten gesungen. Zwischen den Akten erfolgte die Uraufführung von Pergolesis Intermezzo La serva padrona. Außerdem wurde ein Ballett des Choreographen Domenico Minelli d’Addati gegeben.
Während das Intermezzo La serva padrona anschließend einen Siegeszug um die Welt antrat, wurde Il prigionier superbo schnell vergessen und erst in neuerer Zeit wieder aufgeführt.

## Aufnahmen und Aufführungen in neuerer Zeit
- 27./28. September 1997 (CD; zusammen mit La serva padrona; live aus dem Teatro Pergolesi in Jesi): Marcello Panni (Dirigent), Orchestra Filarmonica Marchigiani. Ezio di Cesare (Sostrate), Lucia Rizzi (Rosmene), Adriana Cicogna (Metalce), Gabriella Morigi (Ericlea), Angelo Manzotti (Viridate), Alessandra Rossi (Micisda). Bongiovanni GB 2221/2-2.[6]
- 30. Oktober 2012 (Video; zusammen mit La serva padrona; live aus dem Teatro Pergolesi in Jesi; nach der kritischen Ausgabe der Partitur von Claudio Toscani): Corrado Rovaris (Dirigent), Henning Brockhaus (Inszenierung und Bühne), Accademia Barocca de I Virtuosi Italiani. Antonio Lozano (Sostrate), Marina Rodríguez Cusí (Rosmene), Marina de Liso (Metalce), Ruth Rosique (Ericlea), Marina Comparato (Viridate), Giacinta Nicotra (Micisda). Arthaus-Musik 101654 (DVD) und 108068 (BD).[7][8]